# Sukisuki My Girl
《Sukisuki♡My Girl》是日本視覺系搖滾樂團L'luvia的出道單曲。1998年11月26日由環球唱片（舊名水星音樂娛樂）發行。

## 解說
同名標題曲「Sukisuki♡My Girl」是朝日電視台電視動畫《蠟筆小新》的第10代片尾主題曲，使用時間從1998年11月27日（第298話）至2000年3月17日（第352話）為止。也是自上一代片尾主題曲《月光靜靜灑下來的夜晚》（主唱：小川七生）之後，第2首《蠟筆小新》系列情歌歌曲。至於歌詞內容描寫男性在有了戀人之後的心境當作這首歌曲的主題。
該歌曲在電視動畫播放時是從主歌開始唱起，完整版與電視動畫播放版本不一樣的是，一開始從融入全合音及副歌唱起，最後用音效淡出效果作結束。
動畫方面，內容為小新和小白在草原小路一昧地向前奔跑，最後搭上升空的熱氣球作收尾。另外，該歌曲也是《蠟筆小新》動畫系列中使用最久的片尾曲。

## 收錄歌曲
所有歌曲由KAORU作詞、作曲，山中剛編曲。
1. Sukisuki♡My Girl
  - 朝日電視台電視動畫《蠟筆小新》第10代片尾主題曲
2. 飛機雲（ヒコーキ雲）
3. Sukisuki♡My Girl (Original Karaoke)